# Burton Wanderers F.C.
Burton Wanderers Football Club var en engelsk fodboldklub i Burton upon Trent i Staffordshire, som eksisterende fra 1871 til 1901, hvor den fusionerede med Burton Swifts under dannelse af en ny klub, Burton United.
Burton Wanderers blev valgt til The Football League efter at have vundet Midland League i sæsonen 1893-94. Dermed fulgte Wanderers i fodsporene på bysbørnene fra Burton Swifts, som var blevet valgt til ligaen to år tidligere. I 1897 var begge hold på genvalg til ligaen, men Wanderers blev stemt ud, og deres plads i ligaen blev overtaget af Luton Town FC.
Klubben vendte tilbage til Midland League, men i 1901 fusionerede den med Burton Swifts, der stod over for endnu en afstemning om forbliven i ligaen. Den nye klub, Burton United, forsatte i The Football League i seks år, indtil også den mistede sin plads i ligaen og lukkede.
Burton Wanderers spillede sine hjemmekampe på Derby Turn, og tilskuerrekorden på 6.000 blev opnået til en anden runde-kamp i FA Cup'en mod Notts County i februar 1894. Burton Wanderers er det eneste hold med positiv statistik i indbyrdes ligaopgør mod Manchester United.

## Bedrifter
- Midland League
  - Mester: 1893-94
  - Nr. 2: 1892-93
- FA Cup
  - Anden runde: 1893-94